# Stazione di Poggiardo
La stazione di Poggiardo è  posta sulla linea Zollino-Gagliano del Capo, costruita per servire la località di Poggiardo.
L'impianto ferroviario è gestito dalle Ferrovie del Sud Est.

## Caratteristiche
La stazione è dotata di 3 binari dei quali 2 passanti e 1 tronco.

## Servizi
La stazione dispone di:
- Biglietteria a sportello e automatica
- Servizi igienici
- Area per l'attesa
- Parcheggio di scambio
- Bar
- Accessibilità per portatori di handicap
- Fermata autolinee extraurbane

## Movimento
La stazione è servita dai treni regionali svolti dalle Ferrovie del Sud Est nella relazione Lecce - Gagliano Leuca via le linee 5 e 6.